# Boissière (stanice metra v Paříži)

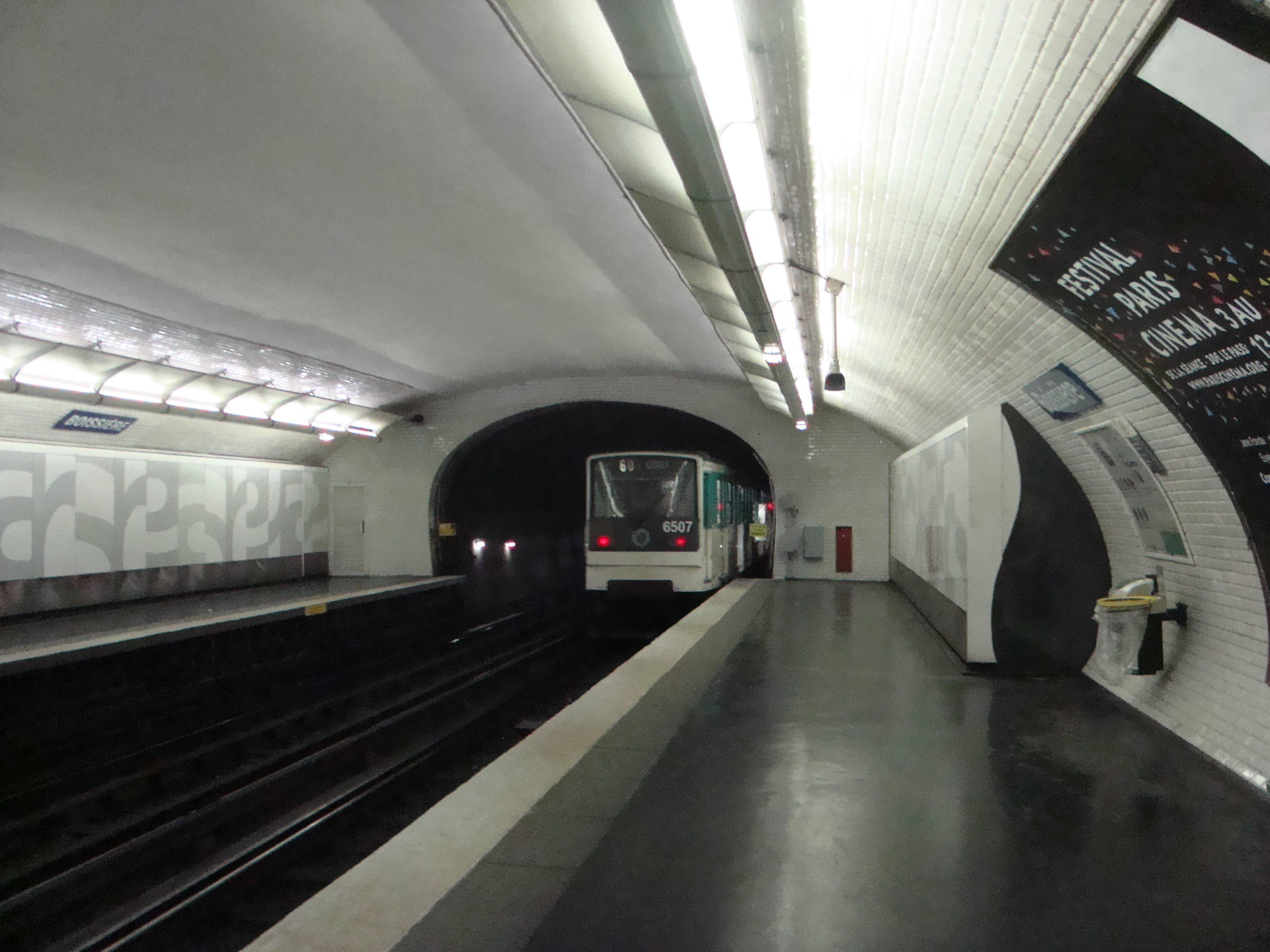
Nástupiště na stanici

Boissière je nepřestupní stanice pařížského metra na lince 6 v 16. obvodu v Paříži. Nachází se pod Avenue Kléber na křižovatce s ulicí Rue Boissière.

## Historie
Stanice byla otevřena 2. října 1900 jako součást prodloužení linky 1 v úseku Charles de Gaulle – Étoile ↔ Trocadéro.
6. listopadu 1903 vznikla nová linka 2 Sud (2 Jih), též nazývána Circulaire Sud (Jižní okruh) odpojením od linky 1 mezi stanicemi Étoile a Passy. 14. října 1907 byla linka 2 Sud zrušena a stanice Boissière se stala součástí linky 5.
12. října 1942 byl úsek Étoile ↔ Place d'Italie opět odpojen od linky 5 a spojen s linkou 6, která tak získala dnešní podobu.

## Název
Již v roce 1730 je známá ulice Boissière, která vedla ven z města a navazovala na ulici Rue de la Croix-Boissière umístěnou uvnitř Paříže. Její jméno vzniklo podle kříže, na kterém se
na Květnou neděli ze zvyku zavěšoval zimostráz (francouzsky buis).

## Vstupy
Stanice má pouze jeden vchod na Avenue Kléber.